# Tiridates (filho de Tigranes VII)
Tiridates (em latim: Tiridates; em grego: Τιριδάτης; romaniz.: Tiridátēs; em armênio: Տրդատ; romaniz.: Trdat; fl. século IV) foi um príncipe da dinastia arsácida da Armênia.

## Nome
Tiridates (Τιριδάτης, Tiridátēs) é a forma latina do armênio Terdate (Տրդատ, Trdat), que derivou do persa antigo Tiridata (*Tiridata-), "dado/criado por Tir". Foi registrado em grego como Terdates (Τηρδὰτης, Tērdàtēs), Teridates (Τηριδάτης, Tēridátēs), Teridácio (Τηριδάτιος, Tēridátios) e Tiridácio (Τιριδάτιος, Tiridátios).

## Vida

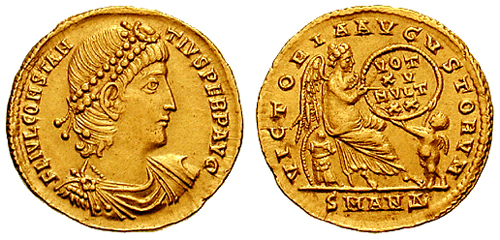
Soldo de r.

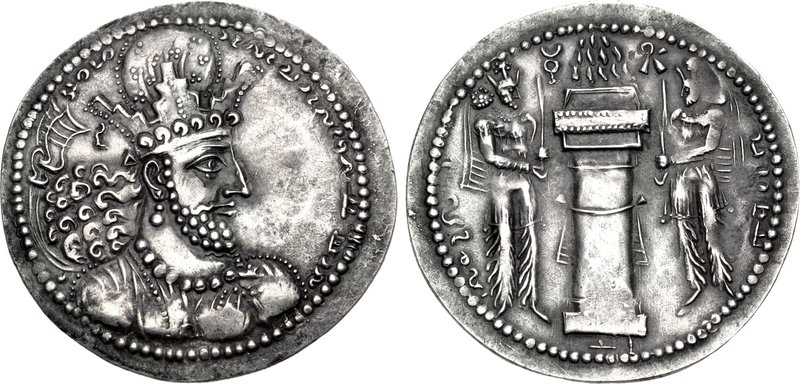
Dracma de r.

Tiridates era um príncipe (sepu) da dinastia arsácida reinante, filho de Tigranes VII (r. 339–350) e irmão de Ársaces II (r. 350–368). Em data incerta, casou-se com uma nobre de nome incerto, filha de Genelo I da família Genúnio, e com ela gerou Genelo. Ao final do reinado de seu pai, o rei e seus familiares foram levados pelo xainxá Sapor II (r. 309–379) (confundido com Narses I no relato de Fausto) como reféns políticos para Ctesifonte. Irritados com a situação, os nobres armênios solicitaram ajuda do imperador Constâncio II (r. 337–361) (confundido com Valente no relato de Fausto), que invadiu a Armênia e expulsou os iranianos. Em decorrência de sua vitória, Constâncio enviou emissários a Sapor para tratar da paz e exigiu que realizassem uma troca de reféns, que resultou no retorno da família real armênia. Nesse interim, Sapor havia designado Ársaces como rei no lugar de Tigranes.
Em algum ponto após esses eventos, Tiridates, seu filho Genelo e seu sobrinho Tirito, filho de Artaxias, foram enviados para Constantinopla como reféns políticos. Moisés de Corene afirmou que os arsácidas foram entregues por Tigranes VII a Juliano (r. 361–363) depois que se encontraram e o último solicitou reféns e tropas para sua campanha contra os sassânidas, mas as fontes clássicas não confirmam que Juliano encontrou-se com qualquer rei armênio, bem como sua menção no reinado de Tigranes VII é anacrônica, haja vista ser contemporâneo de Ársaces II. O relato de Moisés de Corene segue afirmando que Constâncio (confundido com Valentiniano I no relato de Moisés de Corene) enviou emissários portando carta endereçada a Ársaces na qual solicitava um estreitamento das relações romano-armênias após a ajuda que prestou expulsando os iranianos, mas Ársaces tratou os emissários com frieza e os mandou de volta. Segundo Moisés de Corene, em resposta, Constâncio ordenou que Tiridates fosse executado e supostamente enviou o general Teodósio para atacar os armênios, mas os romanos foram parados na fronteira pelo católico Narses I que, a mando de Ársaces, entregou seu tributo devido e estava com presentes ao imperador. A subsequente embaixada de de Narses I foi datada de 358, o que implica que Tiridates morreu em algum ponto entre a ascensão de seu irmão e 350 e a viagem de Narses I.